# گریگوری وین اودن
گریگوری وین اودن (انگلیسی: Greg Oden؛ زادهٔ ۲۲ ژانویهٔ ۱۹۸۸) بازیکن بسکتبال اهل ایالات متحده آمریکا است.
از باشگاه‌هایی که در آن بازی کرده‌است می‌توان به میامی هیت، پورتلند تریل بلیزرز، و باشگاه بسکتبال رئال مادرید اشاره کرد.